# 梅爾·哈德
梅爾文·萊洛伊·哈德（英語：Melvin Leroy Harder，1909年10月15日—2002年10月20日），綽號「酋長」，為美國職棒大聯盟的投手。20年球員生涯皆效力於印地安人隊，後來退休後又在印地安人球團工作16年。生涯223勝為印地安人一度成為隊史勝投王，生涯582場出賽至今仍是隊史投手紀錄。

## 職業生涯
1928年，哈德以後援投手身分登上大聯盟。當時他靠著曲球、快速球和優異的控球技巧在大聯盟生存。1930年，他入選球隊的先發輪值。之後3年他一共拿下39勝37敗。1933年，他的防禦率2.95僅次於隊友Monte Pearson的2.33。不過由於Pearson投球局數未達標準，因此哈德成為那年美聯的防禦率王。1934年，哈德拿下20勝，並投出6次完封勝，防禦率2.61僅次於雷夫提·高梅茲。1935年，哈德拿下22勝排名美聯第二，防禦率3.29為聯盟第五。儘管他的肩膀出現黏液囊炎，他在1930年代末依舊能繳出平均15勝的好表現。
哈德生涯入選過四次明星賽，而他在這四次明星賽中投了13局無失分，至今仍是明星賽紀錄。
1940年，哈德拿下12勝11敗，球隊在美聯排名第二。這也是哈德職業生涯中最接近世界大賽的一年。1944年，哈德拿下生涯200勝。最後他在1947年退休，留下223勝186敗，防禦率3.80，送出1160次三振的成績。結果球隊在他退休一年後馬上拿下世界大賽冠軍。
1948年起，哈德加入印地安人的教練團中，並養出印地安人的四巨投：鮑伯·費勒、鮑伯·雷蒙、厄里·溫恩以及Mike Garcia。其中雷蒙原本是內野手出身，不過在哈德的指導下，成為了印地安人的王牌投手之一。溫恩後來也從哈德手中習得變速球，讓他未來成為一名300勝投手。1954年，印地安人再次闖進世界大賽，不過最終輸給巨人。1955年，年輕投手Herb Score在從哈德手中學到曲球後，拿下了美聯新人王。他甚至還透過影片幫助已邁入生涯末期的投手Sal Maglie重拾年輕球威，後來Magile在1956年投出一場無安打比賽。到了1960年代，山姆·麥克道威爾、Tommy John和路易斯·提安特也都有受到哈德的指導。1963年，印地安人不跟哈德續約。哈德之後也輾轉來到大都會、小熊、紅人與皇家等隊，繼續擔任投手教練。
1990年7月28日，印地安人將哈德的18號背號退休。2001年，他入選成為印地安人隊史百大傑出球員。
2002年，93歲的哈德去世。他也成為大聯盟活躍於1920年代的選手中，倒數第五位去世的成員。

## 事蹟

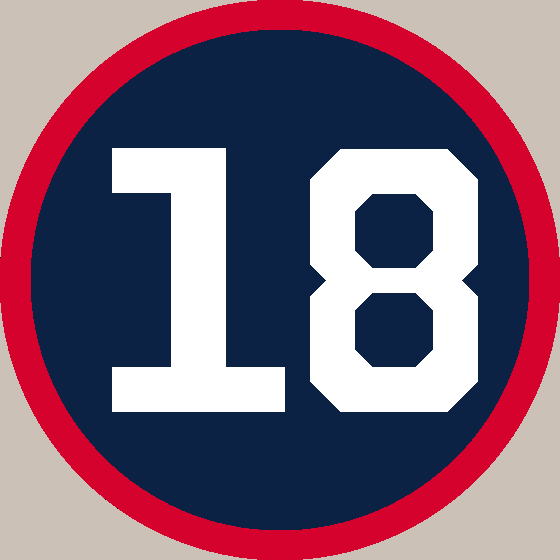
1990年，印地安人隊將哈德的18號球衣退休。

- 史上唯一一位在明星賽投超過10局無失分的投手
- 史上唯一一位擔任球員和教練年資都超過20年的選手
- 只有華特·強森和泰德·萊恩斯在同一球隊待的時間比哈德還久
- 名人堂球星喬·迪馬喬對戰哈德的打擊率僅有1成80，並曾經單場被哈德三振3次[5]
- 名人堂球星漢克·格林伯格曾表示，哈德是他遇過最難對付的五大投手之一[6]
- 在同一球隊待超過20年的選手當中，哈德是唯一一位未入選名人堂，甚至是連票選資格都沒有的選手
- 1932年，他成為第一位在克里夫蘭市立體育場投球的投手；1992年，他也是在這座球場投出最後一球的投手

## 外部連結
- 球員資訊和成績在MLB ，ESPN，Retrosheet ，Baseball Reference ，Baseball Reference (Minors) ，Fangraphs，The Baseball Cube （英文）